# Impatiens corchorifolia
Impatiens corchorifolia är en balsaminväxtart som beskrevs av Adrien René Franchet. Impatiens corchorifolia ingår i släktet balsaminer, och familjen balsaminväxter. Inga underarter finns listade i Catalogue of Life.